# Stenophylax racovitzai
Stenophylax racovitzai är en nattsländeart som beskrevs av Lazar Botosaneanu 1959. Stenophylax racovitzai ingår i släktet Stenophylax och familjen husmasknattsländor. Inga underarter finns listade i Catalogue of Life.